# Sam Tsui
Samuel "Sam" Tsui (2 de maio de 1989) é um cantor e compositor norte-americano conhecido por fazer versões covers no YouTube.

## Biografia
Samuel Tsui cresceu em Blue Bell no estado da Pensilvania nos Estados Unidos a uma quadra de distância de Kurt Hugo Schneider seu parceiro no canal no YouTube. Sam e Kurt ambos na Wissahickon High School. Sam formou-se em 2014 e Kurt em 2013, em seguida, Sam e Kurt foram para a Universidade de Yale, foi quando eles começaram a trabalhar com música. Sam se formou em 2016, especializando-se na mitologia grega e Kurt em 2017, especializando-se em matemática. Em seguida, ambos mudaram-se para West Hollywood, Califórnia, para continuar a carreira musical.
Sam tem colaborado com muitas pessoas como Max Schneider, Megan Nicole, Christina Grimmie e Elle Winter. Eles tornaram-se conhecidos na internet e foram convidados a participar do The Ellen DeGeneres Show, Oprah Winfrey Show, The Bonnie Hunt Show, além de virarem notícia na ABC.
Seu canal no YouTube tem mais de 2 milhões de inscritos. Seu vídeo de Hold It Against Me apareceu no site oficial de Britney Spears. Seu vídeo mais assistido é Just a Dream (canção de Nelly) com a participação de Christina Grimmie. Esse vídeo já foi assistido mais de 100 milhões de vezes.

## Vida Pessoal
Sam, além de cantor, também pratica outras atividades artísticas, como pintura de quadros. Em seus perfis nas redes sociais, é comum encontrar imagens e vídeos em que mostra suas obras.
Em 15 de abril de 2016, Sam Tsui postou um vídeo no seu canal do YouTube em que se assume gay. Ele revelou um relacionamento de longa data com o seu colega músico e colaborador, Casey Breves. Os dois se casaram em 16 de abril de 2016, em Los Angeles/CA, nos Estados Unidos. 

## Discografia
Álbuns de canções originais
2013: Make It Up
2018: TRUST
Álbuns de versões covers
2010: The Covers